# Phoebe kerrii
Phoebe kerrii är en lagerväxtart som beskrevs av James Sykes Gamble. Phoebe kerrii ingår i släktet Phoebe och familjen lagerväxter. Inga underarter finns listade i Catalogue of Life.